# Landtagswahlkreis Tulln
Der Wahlkreis Tulln (Wahlkreis 17) ist ein Wahlkreis in Niederösterreich, der den politischen Bezirk Tulln umfasst. Bei der Landtagswahl 2008 ging die Österreichische Volkspartei (ÖVP) mit 58,40 % als stärkste Partei hervor. Von den zwei zu vergebenden Grundmandaten erreichte lediglich die ÖVP ein Grundmandat, die übrigen Parteien blieben ohne Mandate.

## Geschichte
Niederösterreich war bis 1992 in vier Wahlkreise unterteilt, wobei der Bezirk Tulln teilweise zum Landtagswahlkreis Viertel unter dem Manhartsberg bzw. Viertel ober dem Wienerwald gehörte. Mit der Landtagswahlordnung 1992 wurde die Zahl der Wahlkreise auf 21 erhöht und der Bezirk Tulln zu einem eigenen Wahlkreis erhoben. Seit der Schaffung des Wahlkreises erzielte die ÖVP immer die Mehrheit, wobei die Partei seit 2003 über eine absolute Mehrheit im Wahlkreis verfügt. Von den zwei zu vergebenden Grundmandate erreichte die ÖVP bei jeder Landtagswahl ein Grundmandat. Von den übrigen Parteien erreichte keine Partei ein Grundmandat.

## Wahlergebnisse
| Landtagswahlen im Wahlkreis Tulln | Landtagswahlen im Wahlkreis Tulln | Landtagswahlen im Wahlkreis Tulln | Landtagswahlen im Wahlkreis Tulln | Landtagswahlen im Wahlkreis Tulln | Landtagswahlen im Wahlkreis Tulln | Landtagswahlen im Wahlkreis Tulln | Landtagswahlen im Wahlkreis Tulln | Landtagswahlen im Wahlkreis Tulln |
| --------------------------------- | --------------------------------- | --------------------------------- | --------------------------------- | --------------------------------- | --------------------------------- | --------------------------------- | --------------------------------- | --------------------------------- |
| Wahltermin                        | GM                                |                                   | ÖVP                               | SPÖ                               | FPÖ                               | GRÜNE                             | Sonstige                          |                                   |
| 16. Mai 1993                      |                                   | Stimmenanteile (%)                | 45,56                             | 29,56                             | 14,03                             | 3,09                              | 7,67                              |                                   |
| 16. Mai 1993                      | 2                                 | Grundmandate                      | 1                                 | 0                                 | 0                                 | 0                                 | 0                                 |                                   |
| 22. März 1998                     |                                   | Stimmenanteile (%)                | 47,88                             | 26,49                             | 16,69                             | 4,49                              | 4,44                              |                                   |
| 22. März 1998                     | 2                                 | Grundmandate                      | 1                                 | 0                                 | 0                                 | 0                                 | 0                                 |                                   |
| 30. März 2003                     |                                   | Stimmenanteile (%)                | 57,82                             | 28,93                             | 4,50                              | 7,25                              | 1,51                              |                                   |
| 30. März 2003                     | 2                                 | Grundmandate                      | 1                                 | 0                                 | 0                                 | 0                                 | 0                                 |                                   |
| 9. März 2008                      |                                   | Stimmenanteile (%)                | 58,40                             | 22,44                             | 9,74                              | 7,14                              | 2,29                              |                                   |
| 9. März 2008                      | 2                                 | Grundmandate                      | 1                                 | 0                                 | 0                                 | 0                                 | 0                                 |                                   |
| 3. März 2013                      |                                   | Stimmenanteile (%)                | 53,83                             | 18,37                             | 8,07                              | 9,33                              | 10,40                             |                                   |
| 3. März 2013                      | 2                                 | Grundmandate                      | 1                                 | 0                                 | 0                                 | 0                                 | 0                                 |                                   |
| 28. Jänner 2018                   |                                   | Stimmenanteile (%)                | 50,95                             | 20,05                             | 13,40                             | 8,96                              | 6,64                              |                                   |
| 28. Jänner 2018                   | 3                                 | Grundmandate                      | 1                                 | 0                                 | 0                                 | 0                                 | 0                                 |                                   |
| 29. Jänner 2023                   |                                   | Stimmenanteile (%)                | 42,63                             | 16,90                             | 19,64                             | 10,62                             | 10,21                             |                                   |
| 29. Jänner 2023                   | 3                                 | Grundmandate                      | 1                                 | 0                                 | 0                                 | 0                                 | 0                                 |                                   |